# Хованец, Вацлав

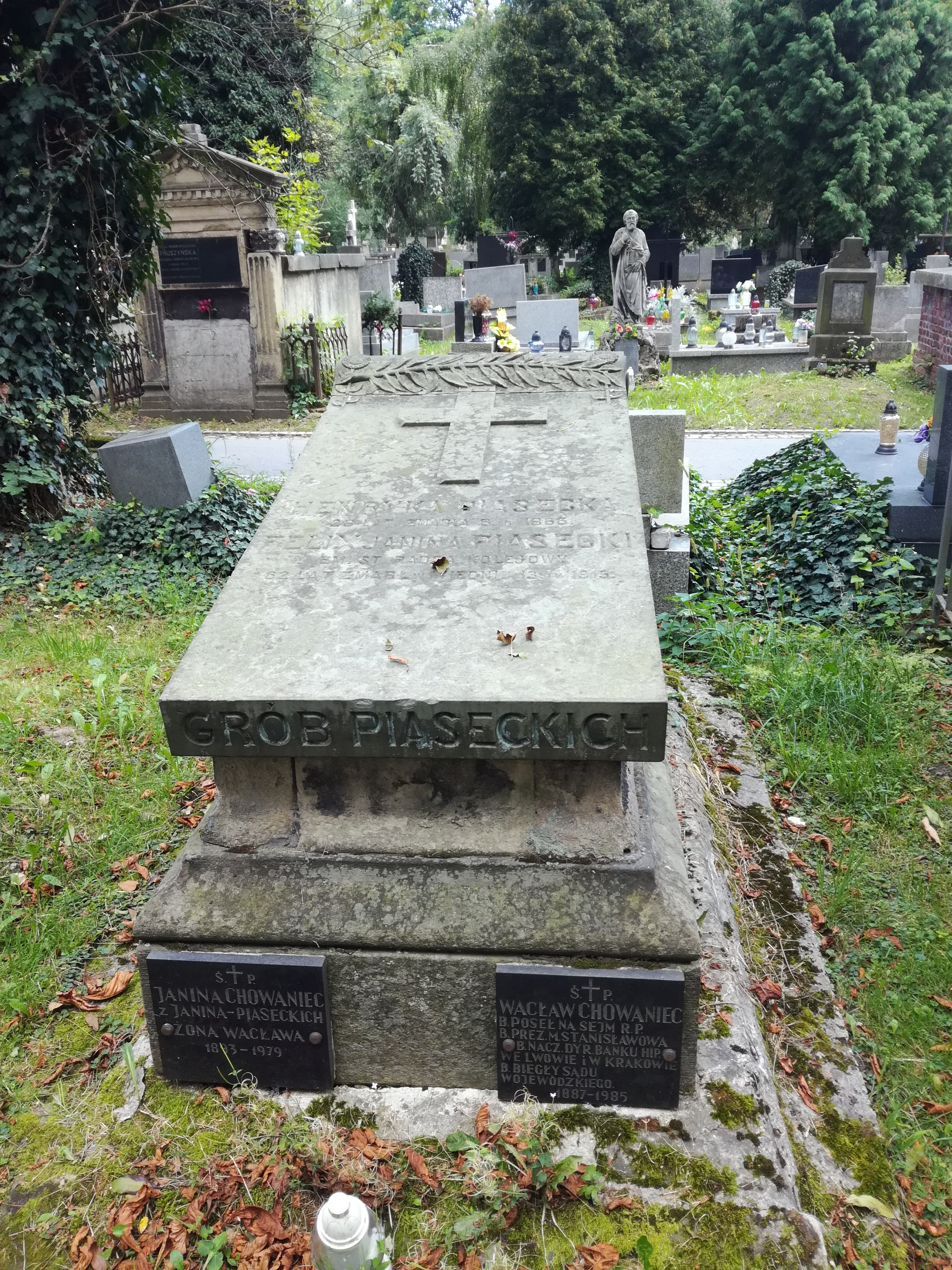
Могила Вацлава в Кракове

Вацлав Хованец (род. 28 сентября 1887, Станиславов — 11 марта 1985, Краков) — бургомистр города Станиславова с 1924 по 1934 год, президент города Станиславова 1934—1935, посол Речи Посполитой 1930—1935.

## Биография
Родился 28 сентября 1887 года в городе Станиславове, Королевстве Галиции и Владимирии. В 1905 году с отличием окончил старейшую в Покутье гимназию. Также он изучал юриспруденцию во Львове и экономику в Вене, но смерть отца Станислава в 1910 году не дала закончить учёбу. Он помогает управлять имением овдовевшей матери Сабини из рода Дашкевичей, а также воспитывать троих младших братьев. Семья Хованцев была самой богатой в Станиславове, владела комплексом каменных зданий в центре города, в том числе собственной блочной электростанцией и типографией.
Вацлав много времени отдавал работе в семейной типографии и литографии, которые имели имя и фамилию Станислав Хованець, где, в частности, занимался доставкой полиграфической продукции для Польских государственных железных дорог. Многолетний опыт в области финансов и экономики способствовал тому, что в 1924 году Хованец стал бургомистром. Типографию и все имущество он доверил старшему брату Тадеушу, а сам сосредоточился на развитии города, получившего звание воеводского. Тем самым Станислав получает право на управление мэра. Хранец будет им целых одиннадцать лет, чем установит своеобразный рекорд во Второй Речи Посполитой. Ни в одном другом городе никому не удалось так долго выполнять эти функции.
За время своего правления Хованец также занимал должность посла Речи Посполитой ІІІ каденции (1930—1935). В своей ежедневной работе в должности президента города не считался с национальностью человека — весили только его индивидуальные черты.
Из-за изменения законодательства Польши в 1934 году бургомистр стал называться президентом города. Следовательно, 26 мая 1934 года городской совет избрал Вацлава Хованца первым президентом Станиславова. Однако в марте 1935 года из-за конфликта, возникшего в городской управе во время принятия бюджета, Хованец подал в отставку. В этом году он выехал во Львов, где стал директором главного ипотечного акционерного банка.
Через несколько лет был отмечен его вклад в развитие Станиславова. В 1938 году президент РП Игнатий Мосцицкий «за заслуги в области самоуправления» отметил Вацлава Хованца Золотым Крестом за Заслуги.
Начало войны и захват власти на восточных землях тогдашней II Речи Посполитой угрожало в перспективе арестом и вывозом всей семьи. Переселившись в Краков, Хованец до 1949 продолжает работать директором Ипотечного Банка в Кракове. После этого он вышел на пенсию. Также работал экспертным свидетелем в Воеводском суде. Иногда встречался с бывшими жителями Станиславова, часто его навещал архиепископ Евгениуш Базяк. Умер Хованец в возрасте 98 лет 11 марта 1985 года. Его похоронили на Раковицком кладбище в Кракове.

## Вклад в развитие города
Первым его большим успехом было завершение долгосрочного процесса присоединения пригородных гмин к Станиславову, формально случившееся в 1925 году. Тогда численность жителей выросла с 30 до 53 тысячи, а территория города выросла с 415,8 га до 2227,5 га.
Произошла модернизация пожарной службы. В австрийское время пожарные имели в распоряжении восемь бочковозов и только четыре пары лошадей. Сначала увеличили бригаду, подвижной состав и количество лошадей.
Замостили улицы и проложили тротуары не только в центре города, но и на перифериях. Ратуша, конечно, очень быстро оказалась тесной, и построили новый дом магистрата на улице Голуховского. А также построили двадцать заведений социальной опеки, в том числе ясли для сирот. Город существенно поддержал образование и культуру, о чём свидетельствовало 14 общих школ в городских домах, 8 государственных и частных гимназий, 4 учительские семинарии и 3 театра — на четырёх разных языках, потому что, кроме польского, украинского и еврейского, был ещё немецкий. С первой послевоенной переписи, проведенной в 1921 году, когда в Станиславове было только 28 тысяч жителей, количество жителей в 1935 году выросло почти до 70 тысяч.
Перестроили аварийную ратушу и театр (теперь филармония), построили Кассу больных (поликлиника № 3, Франко, 30), две школы — на Матейко (теперь больница № 1) и на Майзлях (школа № 15), торговую школу, пожарное депо и другие. несколько новейших общественных объектов. Завершили строительство костела на Вовчинецкой, замостили и заасфальтировали многие улицы, заложили новый парк на Галицкой. Также была построена городская электростанция — у входа вмуровали бюст Вацлава Хованца.